# Evo (magazine)
Evo est un magazine mensuel britannique consacré à l'automobile, plus particulièrement aux voitures sportives ou prestigieuses. L'édition originale est en anglais, mais le magazine est aussi diffusé en France dans une version traduite et remaniée. Il est aussi diffusé dans de nombreux autres pays à travers le monde, en Europe du Sud, de l'Est, Turquie, Moyen-Orient et jusqu'en Malaisie.